# Paracymboides tibialis
Paracymboides tibialis is een spinnensoort in de taxonomische indeling van de hangmatspinnen (Linyphiidae).
Het dier behoort tot het geslacht Paracymboides. De wetenschappelijke naam van de soort werd voor het eerst geldig gepubliceerd in 2011 door Tanasevitch.